# AWAKE (2020年の映画)
『AWAKE』（アウェイク）は、2020年12月25日公開の日本映画。監督・脚本は本作が商業映画デビュー作となる山田篤宏、主演は吉沢亮。第1回木下グループ新人監督賞グランプリ受賞作。将棋電王戦FINAL第5局の対局を題材に、コンピュータ将棋ソフト開発者と将棋棋士の姿を描く。

## 概要
本作は乃木坂46のミュージックビデオなどを演出してきた山田篤宏の商業長編映画デビュー作。2017年の第1回木下グループ新人監督賞グランプリに輝いたオリジナルシナリオの映画化作品である。
2015年に開催された将棋AIと将棋のプロ棋士が対戦イベント、「将棋電王戦FINAL・第5局」をモチーフにしており、実際に将棋ソフトウェア「AWAKE」を開発した巨瀬亮一のバックグラウンドを設定に取り入れているものの、シナリオ執筆時点ではほぼ取材しておらず、多くをフィクションとして描いている。そのため登場人物は名前を含め人物の関係性なども架空のものである。
ただし実際に起きた事象や人物を軽視しているわけでなく、「第5局」で起こった物議を、別の解釈で提示したかった故であり、電王戦にいたる道筋や対局の最後の展開も史実通り21手投了となっている。

## あらすじ
幼き日から将棋棋士を目指し、プロ養成機関・奨励会に通うものの、20歳の時にプロ棋士になる夢を諦めた英一。しかし将棋に人生をかけてきた英一は、人づきあいも苦手、趣味も皆無。やる気を失い絶望の淵にいた。大学に進学した英一はふとしたきっかけから「人工知能研究会」の扉をたたく。そこでAI（人工知能）のプログラム開発に出会い、プログラムを通して仲間と出会い、人間的にも成長。コンピューターに将棋を覚えさせ、棋力を上げていく過程に楽しさを感じていく。
やがて英一は独自の将棋AI「AWAKE」を開発し、コンピューター将棋大会で優勝。棋士との対局である電王戦の出場を依頼される。対局相手として選ばれたのは、奨励会時代のライバルでもあった人気棋士・浅川陸だった。

## 登場人物
清田英一
演 - 吉沢亮
主人公。大学のAI研究会で将棋ソフトの開発に携わっている。
浅川陸
演 - 若葉竜也
英一のライバル。
磯野達也
演 - 落合モトキ
英一の先輩。
中島透
演 - 寛一郎
磯野栞
演 - 馬場ふみか
山崎新一
演 - 川島潤哉
堀亮太
演 - 永岡佑
山内ひろみ
演 - 森矢カンナ
清田英作
演 - 中村まこと

## スタッフ
- 監督・脚本：山田篤宏
- 製作総指揮：木下直哉
- エグゼクティブ・プロデューサー：武部由実子
- プロデューサー：菅野和佳奈
- アソシエイトプロデューサー：新野安行
- 音楽：佐藤望
- 撮影：今井哲郎
- 照明：酒井隆英
- 録音：渡辺丈彦
- 美術：小坂健太郎
- 装飾：櫻井啓介
- 衣装：松下麗子
- ヘアメイク：小坂美由紀
- 音響効果：渋谷圭介
- 視覚効果：豊直康
- PC画面制作：北郷弘行
- 演技事務：平藪明香
- スチール：蒔苗仁
- 助監督：五藤陵
- 制作担当：米田伸夫
- 音楽プロデューサー：杉田寿宏
- ラインプロデューサー：氏家英樹
- 将棋協力：日本将棋連盟
- 将棋電王戦協力：dwango、DENSO、DENSO WAVE
- プログラミング協力：コンピュータ将棋協会（CSA）
- 制作協力：ザフール
- 制作・配給：キノフィルムズ
- 製作：木下グループ、『AWAKE』フィルムパートナーズ